# Al.ni.co
al.ni.co（アルニコ）とは、かつて結成されていた日本の音楽ユニットである。
1997年11月に結成され、1998年3月にデビュー。2001年に解散。

## メンバー
上杉昇（うえすぎ しょう）- SHOW WESUGI
ボーカル、作詞、作曲担当。神奈川県横須賀出身。
柴崎浩（しばさき ひろし）- HIROSHI SHIBASAKI
ギター、編曲、作曲担当。東京都荒川区出身。

## 経歴
1997年11月、音楽性の相違を理由にWANDSから脱退した、ボーカルの上杉とギターの柴崎により結成。元々上杉はWANDSを一人で脱退しソロ活動を開始する予定だった。その際、WANDSのライブ制作をしていたトライコーンという会社で舞台監督をしていた人物がマネジメントをする事となった｡その後､ユニバーサルと契約するに至り､｢柴崎も欲しい｣と言われたようであり､Kが説得して柴崎を辞めさせた｡そして二人でal.ni.coを結成することとなった。
WANDS時代のビーイング社を離れてユニバーサルJに所属し、1998年3月21日、シングル「TOY$!」でデビュー。1998年後半から1999年にかけて2ndシングル「晴れた終わり」、3rd「カナリア」、1stアルバム『セイレン』をリリースし、ライヴツアー「al.ni.co LIVE 1999 #1」（全国6ヵ所8公演）を実施するなどの活動を行うも、2001年、柴崎が「自分の音楽をやりたい」という意思を表明。それに対し上杉は、かつてのWANDS脱退を決意した過去の不自由な自分の姿を重ね、ユニットの解散を決断したという。
上杉は解散､当時の事務所を辞める際､マネジメントを務めていた者より｢契約解除をしたいのならば出版権を買え｣と言われ､それに応じる形となった｡その為､上杉はal.ni.coの出版権を保持しているのでセルフカバーなどでリリースする事は出来る｡しかし原盤権はユニバーサルJとマネジメントの所属する事務所が管理している｡その為､この二者が応じない限り､当時の音源での再発売は不可能である｡
以後、上杉はソロ活動を経て猫騙（2006年）に、柴崎はabingdon boys school（2005年）にそれぞれ所属。
2024年12月4日、サブスクにおいて全楽曲が解禁された（ただし、セイレン収録のシークレット・トラックは未解禁）。

## 特徴
WANDS脱退当初はユニットを組む予定もなかったが、自身のソロ活動に向けて曲を作り続けていた上杉がアレンジを柴崎に頼み、柴崎が引き受けて手伝いをしていたことから結成へと至った。
WANDS時代は織田哲郎や栗林誠一郎など作曲家が制作した楽曲を主にリリースされてきたが、al.ni.coでは、大半の楽曲において作詞・作曲を上杉昇、サウンドプロデュースを柴崎浩が担当。
上杉は、楽曲制作にあたり、周りの人達や聴いてくれる人が離れたとしても自分のやりたいことを貫くかその逆かを悩んだが、WANDSをやめた理由が自分が表現したいことができなかったからなので前者を選んだ。
「al.ni.co」というユニット名は、エレキギターのピックアップに主に用いられるアルニコ磁石から取ったものである。「アルニコ」というなじみの無い斬新な響きに音楽性が象徴されていることから、その名がつけられたようである。ロゴマークとして「＠」（アットマーク）が使用されていた。

## ディスコグラフィー

### シングル
| | 発売日         | タイトル c/w                                                           | 楽曲制作 | オリコンチャート 最高順位 |
| --- | -------------- | ---------------------------------------------------------------------- | --- | ------------------------- |
| 1st | 1998年3月21日  | TOY$! 無意味な黄色〜ミーニングレス・イエロー 雨音(EXPANDED DEMO TRACK) | 作詞・作曲：上杉昇／編曲・プロデュース：柴崎浩 作詞・作曲・編曲・プロデュース：上杉昇                                                  | 15位                      |
| - デモ音源のままリリースされた「雨音」は、ライヴにて完成型が披露されるがCD化はされなかった。 - 後に上杉のソロアルバム『Blackout in the Galaxy』に再録して収録された。 - #2、#3はアルバム『セイレン』未収録。 |                |                                                                        | |                           |
| 2nd | 1998年11月11日 | 晴れた終わり Providence of nature 不変のうた                           | 作詞・作曲：上杉昇／編曲・プロデュース：柴崎浩 作詞・作曲：上杉昇／編曲：鈴木ミチアキ／プロデュース：al.ni.co 作詞・作曲・編曲：上杉昇 | 15位                      |
| - #2、#3は、アルバム『セイレン』未収録。 |                |                                                                        | |                           |
| 3rd | 1999年1月21日  | カナリア Prayer あした                                                 | 作詞・作曲：上杉昇／編曲：柴崎浩 作詞：上杉昇／作曲・編曲：柴崎浩 作詞・作曲：上杉昇                                                   | 19位                      |
| - 「カナリア」は「ミズノ」のCMソングとしてタイアップされた。 - 「Player」はal.ni.coで唯一柴崎が作曲を手掛けた。 - アルバム『セイレン』には、#1はアルバムバージョンで収録。#3は未収録。                       |                |                                                                        | |                           |

### アルバム
|     | 発売日       | タイトル | オリコンチャート 最高位 | 備考 |
| --- | ------------ | -------- | ----------------------- | ---- |
| 1st | 1999年3月3日 | セイレン | 14位                    |      |

## タイアップ一覧
| 使用年 | 曲名     | タイアップ                         |
| ------ | -------- | ---------------------------------- |
| 1999年 | カナリア | ミズノ「INTERNATIONAL’99」CMソング |

## ライヴ

### al.ni.co LIVE 1999 #1
- 1999年2月17日 渋谷クラブクアトロ
- 1999年3月21日 札幌ペニーレーン24
- 1999年3月31日 福岡ドラムロゴス
- 1999年4月2日 名古屋クラブクアトロ
- 1999年4月9日・10日 梅田ヒートビート （4月9日は上杉が体調不良で4月30日に公演延期）
- 1999年4月16日・17日 赤坂BLITZ
- 1999年4月30日 梅田ヒートビート （4月9日の振替公演）